# Lagynochthonius roeweri
Espèce
Lagynochthonius roeweri est une espèce de pseudoscorpions de la famille des Chthoniidae.

## Distribution
Cette espèce est endémique de Java en Indonésie,. Elle se rencontre vers Jakarta.

## Description
Les mâles mesurent de 1,35 à 1,58 mm et la femelle 1,57 mm.

## Étymologie
Cette espèce est nommée en l'honneur de Carl Friedrich Roewer.

## Publication originale
- Chamberlin, 1962 : New and little-known false scorpions, principally from caves, belonging to the families Chthoniidae and Neobisiidae (Arachnida, Chelonethida). Bulletin of the American Museum of Natural History, no 123, p. 303-352 (texte intégral).